# 言理学
言理学（げんりがく、英: glossematics）は、ルイ・イェルムスレウとハンス・ヨルゲン・ウルダルによって提唱された構造主義言語学。ただし、イェルムスレウとウルダルの構造主義言語学は別々の道を歩んだ。
イェルムスレウの理論は、黎明期は言語分析の数学的方法論であり、後にデンマーク機能文法、機能的談話文法、体系的機能言語学などの現在の機能構造文法のモデルの分析基盤に組み込まれた。また、現代の記号論の基礎となっている。